# مناطق صوماليلاند
فيما يلي قائمة مناطق أرض الصومال.

## التاريخ
بين 22 مارس و15 مايو من عام 2008، أصدر رئيس صوماليلاند آنذاك طاهر ريالي كاهن بيانًا صحفيًا أعلن فيه عن إنشاء ست مناطق جديدة و16 مقاطعة جديدة، بالإضافة إلى التقسيمات الإدارية المقابلة الموجودة بالفعل كما أنشأتها الحكومة المركزية الصومالية. في 15 مايو / أيار 2008، أصدر كاهن بياناً ثانياً أعلن فيه الحوض الدولة الثالثة عشرة لأرض الصومال.  في يونيو 2014، أعلن رئيس أرض الصومال أحمد محمد محمود (الرئيس السابق) عن إنشاء المنطقة الرابعة عشرة في أرض الصومال، والتي تتكون من 4 مناطق جديدة. تم تشكيل المنطقة الجديدة، التي يطلق عليها اسم Haysimo، من منطقتي سول الشرقية وسناج. أنه يحتوي على مدن تلاح، Sarmanyo ، Godaalo ، هالن ، وAroley. ونص القرار الجمهوري على أن التلاح عاصمة الإقليم   8 مناطق أنشأها الرئيس طاهر ريالي وسيلانيو لم يوافق عليها البرلمان لأن الحدود الإقليمية الجديدة لم يتم ترسيمها بوضوح. 
صوماليلاند مقسمة حاليًا إلى 6 مناطق، عدل ، ساحل ، مارودي-جيه ،توغدير ، سناج ، صول. يتوافق هذا مع دراستين سياسيتين نُشرتا عن أرض الصومال في عامي 2011 و 2015 و ActionAID ، وهي منظمة إنسانية نشطة حاليًا في أرض الصومال.   

## المناطق والتقسيمات الإدارية
تنقسم صوماليلاند إلى ستة المحافظات ومقاطعات ثمانية عشر مقاطعة إدارية.

## المحافظات

المحافظات حسب نشوئها التاريخي:
مرودي جيح
توغدير
عدل
سناج
صول
ساحل

| مرودي جيح توغدير عدل سناج صول ساحل |

## مقاطعات

مقاطعات صوماليلاند.

### عدل
- مقاطعة زيلع
- مقاطعة باكي
- مقاطعة بورمه
- مقاطعة لوغ هايه

### صول
- مقاطعة عينبة
- مقاطعة لاس عانود
- مقاطعة تليح
- مقاطعة حدون

### ساحل
- مقاطعة بربرة
- مقاطعة الشيخ

### سناج
- مقاطعة عيل افوين
- مقاطعة عيرجابو
- مقاطعة لاس قوراي

### توغدير
- مقاطعة اود واينه
- مقاطعة بوهودل
- مقاطعة برعو

### مرودي جيح
- مقاطعة غابيلي
- مقاطعة هرجيسا

## النزاعات
السيطرة على مناطق سول وسناج وكاين متنازع عليها مع منطقة بونتلاند المتمتعة بالحكم الذاتي المجاورة[بحاجة لمصدر] .